# Serbatoio esterno dello Space Shuttle

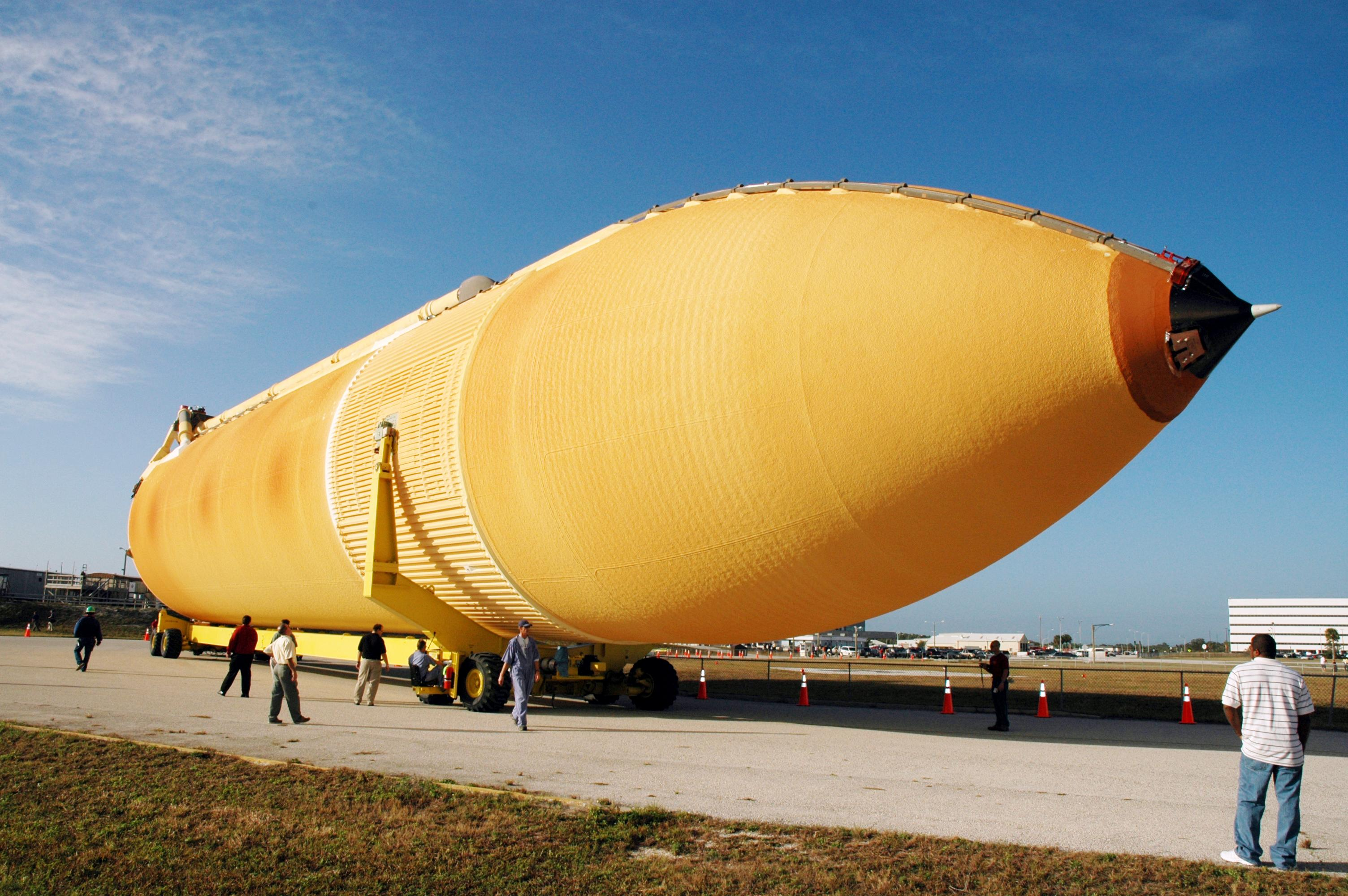
Un serbatoio esterno mentre viene trasportato al Vehicle Assembly Building

L'External Tank, in sigla ET, in italiano Serbatoio Esterno, è un componente dello Space Shuttle che contiene idrogeno e ossigeno liquidi.
Durante il decollo e l'ascesa dello Shuttle, il serbatoio esterno fornisce il carburante e il comburente sotto pressione ai tre propulsori principali (Space Shuttle Main Engine, in sigla SSME) situati sull'orbiter e viene espulso dopo 10 secondi dallo spegnimento dei propulsori principali (Main Engine Cut Off, in sigla MECO).
A differenza dei Solid Rocket Boosters, il Serbatoio Esterno non è riutilizzabile, distruggendosi durante il rientro nell'atmosfera terrestre prima dell'impatto con l'oceano Indiano o l'oceano Pacifico, lontano dalle rotte marittime.

## Panoramica

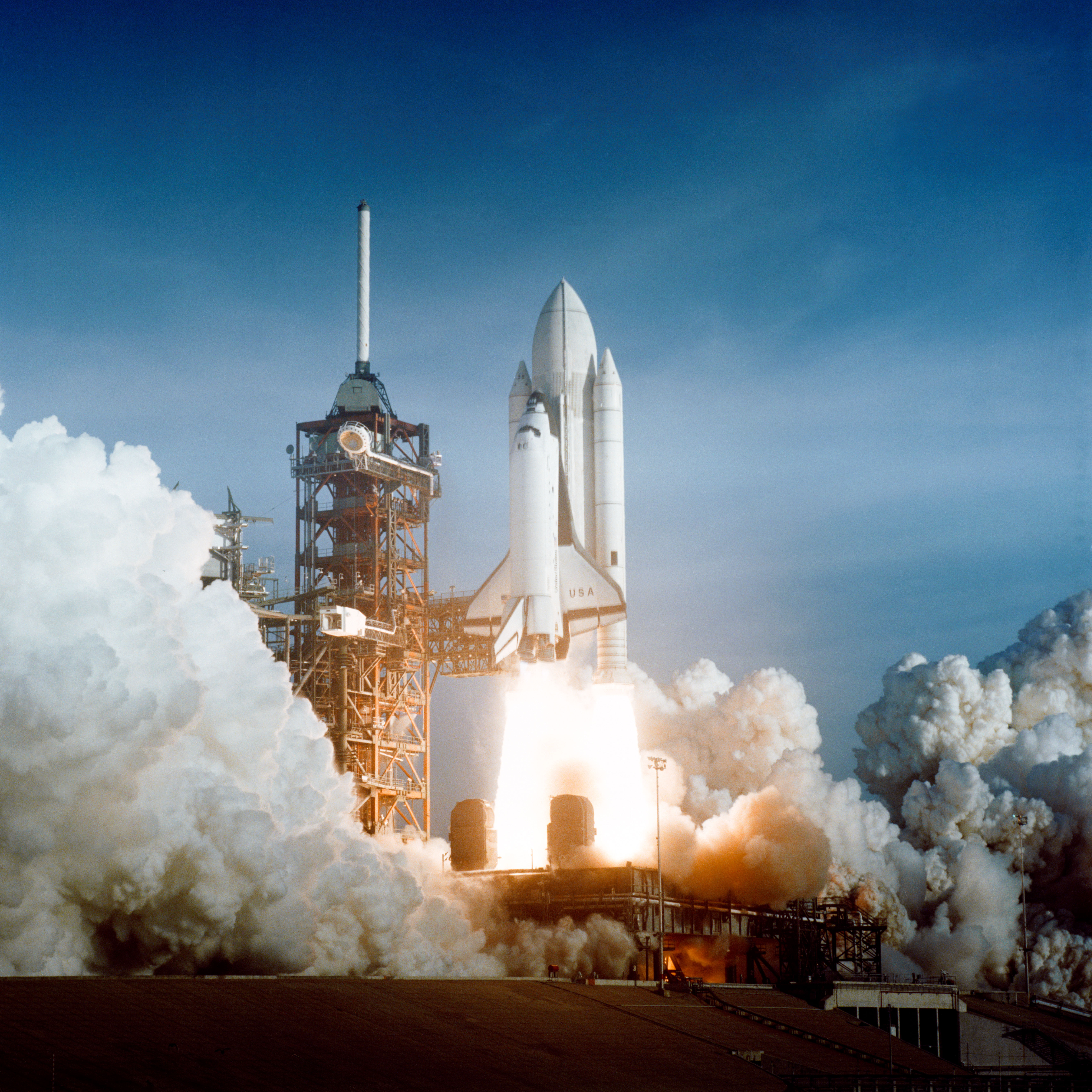
Lancio della missione STS-1. Il serbatoio esterno era dipinto di bianco per i primi due lanci, mentre dalla terza missione STS-3 venne lasciato senza verniciatura

Il serbatoio è l'elemento più grande dello Space Shuttle e, quando viene riempito, anche il più pesante. È costituito da tre componenti principali:
- il serbatoio di prua dell'ossigeno;
- un serbatoio intermedio non pressurizzato che contiene la maggior parte dei componenti elettrici;
- il serbatoio di poppa dell'idrogeno.

Oltre alle funzioni di fornitura di carburante, il serbatoio costituisce anche la struttura portante dello Shuttle. Esso infatti fornisce il supporto strutturale per l'aggancio dei Solid Rocket Boosters e dell'orbiter. I due punti di ancoraggio per gli SRB sono posizionati a poppa e a prua, mentre sono presenti un punto di aggancio a prua e due a poppa per l'orbiter. Nell'area di poppa sono anche presenti dei collegamenti che trasportano fluidi, gas, segnali elettrici ed energia elettrica tra il serbatoio e l'orbiter. Anche i segnali e i controlli tra l'orbiter e i due SRB transitano tramite queste connessioni.

## Evoluzione

### Standard Weight Tank
Il serbatoio originale era noto in modo informale con il nome di Standard Weight Tank SWT. I primi due, utilizzati nelle missioni STS-1 e STS-2, erano dipinti di bianco. Dalla terza missione STS-3 la Lockheed Martin decise di non verniciare il serbatoio, risparmiando circa 272 kg di peso.
Dopo la missione STS-4 fu ridotto il peso eliminando la linea anti-geyser (parallela alla linea di rifornimento dell'ossigeno, fornisce un percorso alternativo per l'ossigeno liquido in modo da ridurre l'accumulo dell'ossigeno gassoso nella linea di alimentazione mentre viene riempito il serbatoio prima del lancio). La lunghezza totale e il diametro rimasero immutati, mentre il peso raggiunse i 35000 kg (dato relativo all'ultima missione in cui venne utilizzato questo tipo di serbatoio esterno, STS-7).

### Lightweight Tank
A partire dalla missione STS-6, venne introdotto un serbatoio più leggero, chiamato Lightweight Tank LWT. Esso venne utilizzato nella maggioranza dei voli Shuttle, fino all'incidente del Columbia nella missione STS-107. Il peso di questo serbatoio era di 30000 kg. Alcune porzioni del serbatoio sono state assottigliate e il peso dei bracci di sostegno dei Solid Rocket Boosters sono stati ridotti utilizzando una lega di titanio più resistente, leggera ed economica.

### Super Lightweight Tank
Il Super Lightweight Tank SLW è stato utilizzato per la prima volta nel 1998 nella missione STS-91 ed è stato utilizzato per tutte le missioni successive (ad eccezione della STS-99 e la STS-107). È basato sullo stesso progetto dell'LWT, ma utilizza una lega di alluminio/litio (Al-Cu-Li) (Al 2195) per gran parte della sua struttura. Questa lega fornisce una riduzione significativa della massa di circa 3175 kg, con lo svantaggio dell'aumento dei tempi di produzione (circa 4 mesi) e dei costi (circa 5 milioni di dollari) rispetto all'LWT. Anche se tutti i serbatoi esterni attualmente prodotti sono di questo tipo, è ancora a disposizione un serbatoio di tipo LWT per un eventuale uso futuro.

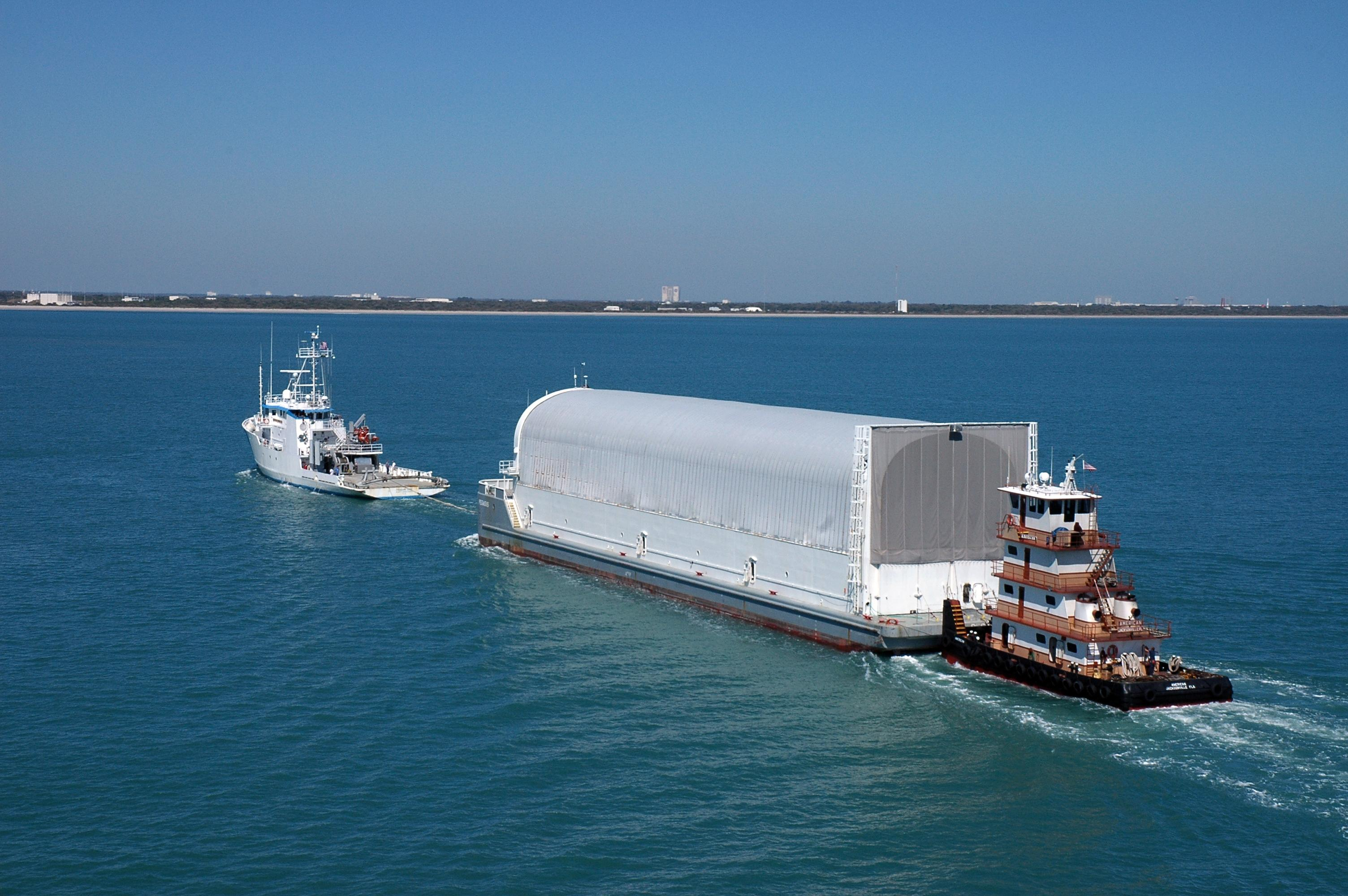
Una chiatta che trasporta il serbatoio ET-119 verso Port Canaveral

### Dati Tecnici
Specifiche SLWT
- Lunghezza: 46,9 m[la lunghezza è inferiore alla somma degli stadi sottocitati]
- Diametro: 8,4 m
- Peso a vuoto: 26559 kg
- Peso al decollo: 762136 kg

Serbatoio ossigeno
- Lunghezza: 16,6 m
- Diametro: 8,4 m
- Volume (a 22 psig): 553355 l
- Massa (a 22 psig): 629340 kg
- Pressione operativa: 138-152 kPa

Serbatoio intermedio
- Lunghezza: 6,9 m
- Diametro: 8,4 m

Serbatoio idrogeno
- Lunghezza: 29,5 m
- Diametro: 8,4 m
- Volume (a 29,3 psig): 1497440 l
- Massa (a 29,3 psig): 106261 kg
- Pressione operativa: 221-235 kPa

## Componenti
Il serbatoio esterno è composto da tre componenti principali: il serbatoio dell'ossigeno, un serbatoio intermedio e il serbatoio dell'idrogeno. I serbatoi per l'ossigeno e per l'idrogeno sono costruiti in lega d'alluminio-litio Al 2195 progettata dalla Lockheed Martin, mentre il serbatoio intermedio usa una lega commerciale di alluminio Al 2090.

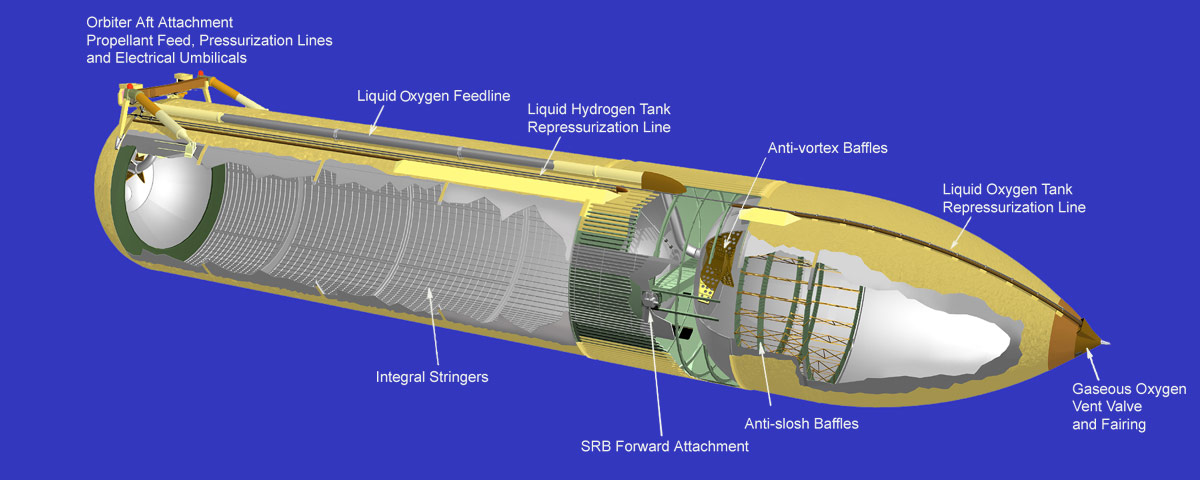
Diagramma

### Serbatoio ossigeno
Il serbatoio che contiene l'ossigeno liquido è posizionato in alto e ha una forma ad ogiva per ridurre il surriscaldamento aerotermodinamico.
Il volume di questo serbatoio è di 559 m³ ad una pressione di 2,5 Bar e una temperatura di 90 K.
Il serbatoio invia attraverso una linea di alimentazione di diametro pari a 430 mm l'ossigeno liquido nel serbatoio intermedio, e successivamente all'esterno del serbatoio attraverso il braccio anteriore destro connesso all'orbiter. Questa linea, dal diametro di 430 mm, permette un flusso pari a 1264 kg/s quando gli SSME funzionano al 104%. 
Tutti i carichi, tranne quelli aerodinamici, vengono trasferiti dal serbatoio dell'ossigeno attraverso una interfaccia con il serbatoio intermedio.

### Serbatoio intermedio
Questo componente funge da connessione strutturale tra i serbatoi di ossigeno ed idrogeno liquidi. La sua funzione primaria consiste nel ricevere e distribuire tutti i carichi derivati dalla spinta dei Solid Rocket Booster e trasferirli tra i serbatoi.
I due agganci anteriori dei SRB sono posizionati a 180 gradi sulla struttura del serbatoio intermedio. Un braccio si estende attraverso la struttura ed è fissata meccanicamente agli agganci. Quando gli SRB si accendono, questo braccio viene piegato dalla spinta e questi carichi sono trasferiti agli agganci.
Adiacente agli agganci è presente una struttura ad anello. I carichi sono trasferiti verso questo componente che trasferisce i carichi tangenziali sulla superficie del serbatoio intermedio. Due pannelli detti thrust panels distribuiscono il carico della spinta assiale concentrata degli SRB verso i serbatoi dell'ossigeno e dell'idrogeno e ai pannelli adiacenti.
Questo serbatoio funziona anche come compartimento protettivo per la strumentazione.

### Serbatoio idrogeno

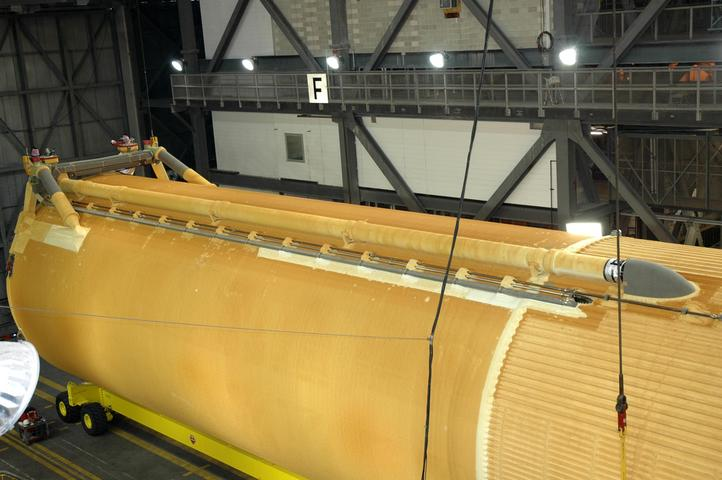
La linea di alimentazione dell'ossigeno liquido è situata esternamente lungo la fiancata destra del serbatoio dell'idrogeno liquido verso il serbatoio intermedio. Sotto di essa scorre la linea di ripressurizzazione.

Il serbatoio dell'idrogeno occupa la parte inferiore del serbatoio ed è costituito da quattro comparti a sezione cilindrica, da una cupola di prua e una di poppa. I comparti sono connessi assieme attraverso quattro strutture ad anello che ricevono e ridistribuiscono i carichi. La struttura che collega la cupola di prua con il comparto adiacente distribuisce i carichi che sono applicati attraverso la struttura del serbatoio intermedio e funge anche da connessione tra quest'ultimo e il serbatoio dell'idrogeno. L'anello di poppa riceve i carichi indotti dall'Orbiter attraverso il braccio di supporto posteriore dell'Orbiter e i carichi degli SRB dai bracci posteriori. Gli altri tre anelli distribuiscono questi carichi dell'orbiter e della linea di alimentazione dell'ossigeno. Il volume del serbatoio è di 1514,6 m³ a 3,02 Bar e 20,3 K.
La linea di alimentazione dell'idrogeno, di diametro pari a 430 mm, permette un flusso massimo di 211 kg/s.

### Sistema di protezione termico

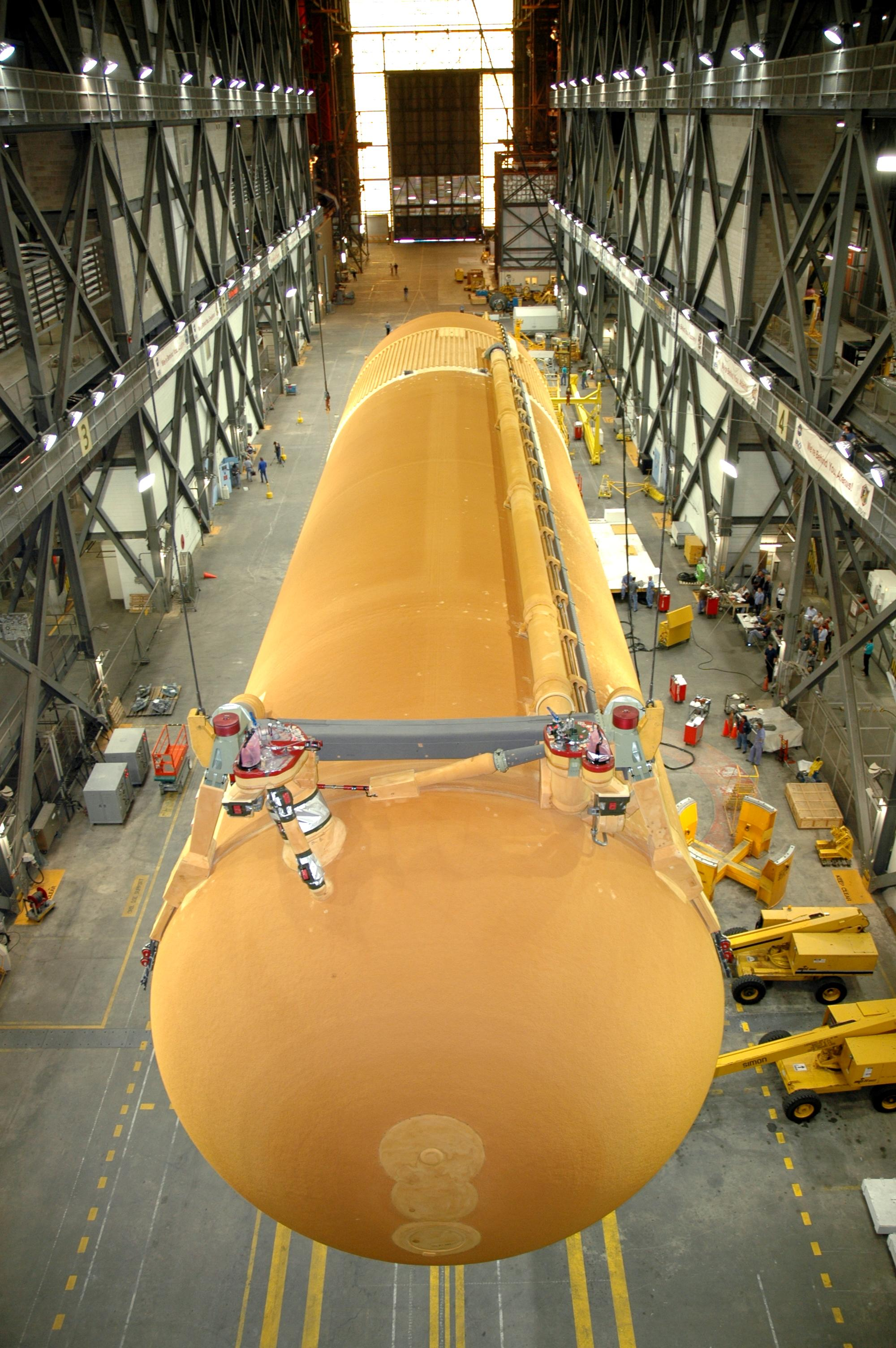
Sulla parte posteriore del serbatoio di idrogeno liquido sono presenti le strutture di aggancio dell'orbiter, le connessioni dell'idrogeno liquido (a sinistra) e dell'ossigeno liquido (a destra)

Il sistema di protezione termico consiste di una schiuma isolante e di materiali ablativi, oltre a isolanti termici fenolici per ridurre il flusso di calore verso il serbatoio dell'idrogeno e per evitare la liquefazione dell'aria.
Lo sviluppo del sistema di protezione termico dei serbatoi esterni è stato problematico, ed è stato causa di debolezze fatali per la sicurezza delle missioni Shuttle. La NASA ha avuto difficoltà nell'evitare che frammenti di schiuma si staccassero durante il volo, dopo la decisione (presa nel 1995) di eliminare i clorofluorocarburi-11 (CFC-14) dalla composizione della schiuma, in accordo con il bando di questi composti per motivi ecologici. Venne quindi deciso di usare l'idroclorofluorocarburo HCFC 131b, che è stato certificato per l'utilizzo e inserito. La nuova schiuma contenente questa sostanza fu usata per la prima volta nella porzione di cupola anteriore dell'ET-82 durante il volo STS-79 nel 1996 e venne utilizzata su tutto il serbatoio a partire dall'ET-88, usato nella missione STS-86 del 1997.
Durante il decollo della missione STS-107, un pezzo di schiuma isolante si staccò dal serbatoio e colpì ad una velocità elevata il bordo anteriore dell'ala dello Space Shuttle Columbia. L'impatto danneggiò diverse mattonelle rinforzate carbonio-carbonio dell'orbiter e durante il rientro il gas soprariscaldato entrò nella struttura dell'ala, provocando la distruzione dello shuttle e la perdita di tutto l'equipaggio.
Nel 2005 il problema non era stato ancora risolto del tutto: durante la missione STS-114 le telecamere montate a bordo del serbatoio registrarono un pezzo di schiuma che si staccava dai Protuberance Air Load Ramps, che sono stati progettati per evitare che aria instabile fluisca vicino agli alloggiamenti per i cavi. Questa parte del serbatoio è costituita da spessi strati di schiuma applicata manualmente ed è stata sostituita nelle missioni successive. Attualmente le perdite sono definite "accettabili" dalla NASA nell'attuale progetto del serbatoio.

### Range Safety System
I primi serbatoi contenevano un dispositivo per disperdere il propellente in caso di necessità. Il sistema, detto Range Safety System, includeva una batteria elettrica, un ricevitore/decoder, delle antenne e degli esplosivi. A partire dalla missione STS-88 il sistema non è stato più montato sul serbatoio.

## Utilizzi futuri
Dopo il termine del programma Space Shuttle, avvenuto nel 2011, la NASA avrebbe utilizzato l'External Tank nel Programma Constellation, che prevedeva l'uso dei due vettori di lancio Ares I e Ares V ma cancellato dopo i tagli di bilancio dell'amministrazione Obama. Il primo stadio di questi vettori avrebbe usato una versione modificata a 5 segmenti dei SRB. La tecnologia sviluppata per il serbatoio esterno dello Shuttle servirà per la progettazione di nuovi vettori. 
È stata invece sviluppata una nuova versione della tanica per SLS (Space Launch System) che è stata lanciata con successo per la prima volta, dopo successivi slittamenti, il 16 Novembre 2022 alle 07:47 ore italiane dal John F. Kennedy Space Center Launch Complex 39B assieme all’Orion Multi-Purpose Crew Vehicle, nell’ambito della missione Artemis 1.